# 악마에 입문했습니다! 이루마 군
《악마에 입문했습니다! 이루마 군》(일본어: 魔入りました! 入間くん)은 니시 오사무가 그린 일본의 판타지 만화이다. 《주간 소년 챔피언》(아키타쇼텐)에서 2017년 14호부터 발간하고 있다.
TV 애니메이션은 NHK 교육 텔레비전에서 제1기는 2019년 10월 5일부터 2020년 3월 7일까지 방영되었으며, 제2기는 2021년 4월 17일부터 9월 11일까지 방영, 제3기는 2022년 10월 8일부터 2023년 3월 4일까지 방영되었다. 대한민국에서는 KBS 키즈에서 더빙판으로 《마계학교 이루마군》이란 제목으로 2021년 8월 4일부터 10월 20일까지 1기가 방영되었고 2022년 3월 24일부터 8월 4일까지는 2기, 2023년 7월 18일부터 11월 28일까지 12월 16일부터 2024년 2월 24일까지 3기가 방영되었다.

## 방송 일시
| 방송 채널 | 시즌 | 방송일                             | 방송 시간 |
| --------- | ---- | ---------------------------------- | --------- |
| NHK E     | 1    | 2019년 10월 5일 ~ 2020년 3월 7일   | 종료      |
| NHK E     | 2    | 2021년 4월 17일 ~ 9월 11일         | 종료      |
| NHK E     | 3    | 2022년 10월 8일 ~ 2023년 3월 4일   | 종료      |
| NHK E     | 4    | 미정                               | 미정      |
| KBS 키즈  | 1    | 2021년 8월 4일 ~ 10월 20일         | 종료      |
| KBS 키즈  | 2    | 2022년 3월 24일 ~ 8월 4일          | 종료      |
| KBS 키즈  | 3    | 2023년 7월 18일 ~ 8월 22일         | 종료      |
| KBS 키즈  | 3    | 2023년 8월 29일 ~ 10월 3일         | 종료      |
| KBS 키즈  | 3    | 2023년 10월 10일 ~ 11월 28일       | 종료      |
| KBS 키즈  | 3    | 2023년 12월 16일 ~ 2024년 2월 24일 | 종료      |
| KBS 키즈  | 4    | 미정                               | 미정      |

## 개요
이루마가 악마 학교 바비루스를 다니면서 일어나는 사건을 다룬 만화 작품이다.

## 줄거리
14세의 스즈키 이루마는 어릴 적부터 배려도 없는 부모님에게 길러져 거의 그대로 버리다시피 고생하며 자란다. 결국 부모는 돈을 목적으로  악마에게 이루마를 팔아버리고, 악마는 이루마를 입양해 자신이 이사장으로 있는 마계의 학교에 들여보낸다. 이루마는 인간인 것을 들켰다가는 어떻게 될지 모른다고 두려워하며 주목받지 않도록 학교 생활을 보내려 하지만, 그는 유명해졌다. 그리고 악마 세계에 익숙해진다.

## 목소리 출연

### 일본어판
- 무라세 아유무: 스즈키 이루마
- 쿠로다 타카야: 설리번
- 키무라 료헤이: 아스모데우스 아리스
- 아사이 아야카: 발락 클라라
- 하야미 사오리: 아자젤 아멜리
- 오노 다이스케: 나리베우스 카르에고
- 사토 타쿠야: 사브나크 사브로
- 야마야 요시타카: 샤크스 리드
- 카키하라 테츠야: 안드로 M. 재즈
- 요시나가 타쿠토: 아가레스 피케로, 바루스 로빈
- 토야마 나오: 크로셀 케로리
- 오오카와 겐키: 가프 고에몽
- 토키 슌이치: 알로켈 슈나이더
- 카지와라 가쿠토: 카임 카무이
- 혼도 카에데: 익스 엘리자베타
- 에구치 타쿠야: 자간 조니 웨스턴
- 야시로 타쿠: 키마리스 캐쉬라이트, 바딘 바라키
- 아사미 하루나: 에이코
- 모리나가 치토세: 가코
- 마이하라 유카: 코나츠
- 미타니 아야코: 하루노
- 야마모토 노조미: 아즈키, 라임
- 이자와 시오리: 도산코
- 사이가 미츠키: 오페라
- 오오사카 료타: 아미 키리요
- 이시이 마크: 단달리온 다리
- 아라이 사토미: 스토라스 수지
- 시모자키 히로시: 캄캄
- 나라하시 미키: 레디 레빈
- 아소 토모히사: 베리알
- 우에다 요지: 벨제뷰트
- 카카즈 유미: 아스모데우스 아무리리스
- 타도코로 히나타: 아마이몬
- 로버트 워터맨: 베헤모르트
- 유사 코지: 아자젤 앙리
- 사쿠라바 아리사: 파이몬
- 스와베 쥰이치: 바알
- 미키 신이치로: 아리크레드, 데루키라
- 스즈키 타츠히사: 로노웨 로미엘
- 토네 켄타로: 엘고스 시넬
- 시모스기 히로시: 모라쿠스
- 나카무라 히로시: 부에르 불센코
- 무라타 타이시: 마르바스 마치, 도도도
- 코니시 카츠유키: 발람 시치로
- 타마노 쇼야: 우에토토
- 시부야 아즈키: 시다
- 볼케이노 오오타: 휴더릭
- 모리나가 치토세: 미키
- 타치바나 타츠마루: 아토리
- 사쿠마 모토키: 마에마로
- 타카하시 료스케: 임프 록키
- 미야타 테츠야: 배트
- 나카니시 레오: 로드 루메르
- 타케우치 준코: 바르바토스 바치코
- 야스모토 히로키: 오로바스 코코
- 쿠마가이 켄타로: 안드로알레프스 이치로
- 노가미 쇼: 안드로알레프스 니로
- 고다 호즈미: 나레이션

### 한국어판
- 이경태: 이루마/어린 이루마/이루미/악주기 이루마
- 민응식: 설리번
- 김명준: 아스모데우스, 카무이, 푸르센코
- 강은애(1기)→장예나(2~3기): 클라라, 코나
- 윤용식: 카르에고, 해설
- 최결: 오페라, 리드, 키슈, 마르바
- 이새벽: 에코, 애니, 리나, 파이몬
- 박성영: 조니, 재즈, 카무카무, 바알, 달리, 오즈왈
- 이재현: 베티, 엘리자베타, 스모크
- 이인석: 사브나크, 벨제뷰트, 피케로, 시넬, 써니
- 이슬: 아멜리, 하늘
- 강시현: 수지, 라임
- 김신우: 키리요, 앙리
- 정의진: 로빈
- 김예림: 케로리, 베파르
- 김혜성: 로미엘, 푸르푸르
- 이현: 발람, 사치로, 해트
- 여윤미: 바치

## 제작진

### 한국어판
- 원작/작가 - 니시 오사무
- 감독 - 모리와키 마코토
- 캐릭터 디자인 - 사노 토시히코, 야마모토 미치코 (제1기), -> 하라 미유코 (제2기)
- 음악 - 혼마 아키미츠
- 애니 제작 - BN Pictures
- 녹음 - 최서연, 이솔민
- 믹싱 - 고현호
- 번역: 서명주
- 조연출 - 김소영
- 우리말 연출: 황태훈
- 우리말 제작: 플레이그라운드
- 제작 - NHK, BN Pictures, NEP

- 저작권 - 2019 ~ 니시 오사무{아키타 쇼텐)/ NHK, NEP All rights reserved.

## 방영 목록
에피소드는 일본어 (본)을 종료 그대로 한다. 국내에서 더빙 및 자막 방영 한다.

### 1기
| 회차 | 주제                             | 방송 일자 (일본) | 방송 일자 (대한민국/더빙판) |
| 1화  | 마계학교의이루마                 | 2019년 10월 5일  | 2021년 8월 4일              |
| 2화  | 사역마, 소환!                    | 2019년 10월 12일 | 2021년 8월 4일              |
| 3화  | 이루마와클라라!                  | 2019년 10월 26일 | 2021년 8월 11일             |
| 3화  | 마족 친구                        | 2019년 10월 26일 | 2021년 8월 11일             |
| 4화  | 문제아 클래스                    | 2019년 10월 26일 | 2021년 8월 11일             |
| 5화  | 마왕이되려는 자                  | 2019년 11월 2일  | 2021년 8월 18일             |
| 6화  | 아멜리의 가설                    | 2019년 11월 9일  | 2021년 8월 18일             |
| 7화  | 두근두근첫사랑                   | 2019년 11월 16일 | 2021년 8월 25일             |
| 8화  | 클라라의유혹수업                 | 2019년 11월 23일 | 2021년 8월 25일             |
| 9화  | 이루마의결의고동치는노력         | 2019년 11월 30일 | 2021년 9월 1일              |
| 10화 | 격투, 처형옥포!!                 | 2019년 12월 7일  | 2021년 9월 8일              |
| 11화 | 사역마와 함께                    | 2019년 12월 14일 | 2021년 9월 8일              |
| 11화 | 바트라의 도전                    | 2019년 12월 14일 | 2021년 9월 8일              |
| 12화 | 1학년 쟁탈전!!                   | 2019년 12월 21일 | 2021년 9월 8일              |
| 13화 | 마도구 연구 바트라               | 2019년 12월 28일 | 2021년 9월 15일             |
| 13화 | 13관의 모임                      | 2020년 1월 4일   | 2021년 9월 15일             |
| 14화 | 바트라 발표회                    | 2020년 1월 4일   | 2021년 9월 15일             |
| 15화 | 키리요의 숨겨진 방               | 2020년 1월 11일  | 2021년 9월 22일             |
| 16화 | 전야제                           | 2020년 1월 18일  | 2021년 9월 22일             |
| 17화 | 달려라, 이루마! 키리요의 곁으로! | 2020년 1월 25일  | 2021년 9월 29일             |
| 18화 | 진심으로 바라는 것               | 2020년 2월 1일   | 2021년 9월 29일             |
| 19화 | 모두 잡고 싶어                   | 2020년 2월 8일   | 2021년 10월 6일             |
| 19화 | 가족들의 시간                    | 2020년 2월 15일  | 2021년 10월 6일             |
| 20화 | 명예로운 표창                    | 2020년 2월 15일  | 2021년 10월 6일             |
| 20화 | 인간의 처우                      | 2020년 2월 15일  | 2021년 10월 6일             |
| 21화 | 마계돌 크롬                      | 2020년 2월 22일  | 2021년 10월 13일            |
| 22화 | 반짝반짝의 충격                  | 2020년 2월 29일  | 2021년 10월 13일            |
| 23화 | 익숙해졌습니다, 이루마군!        | 2020년 3월 7일   | 2021년 10월 20일            |

### 2기
| 회차 | 주제                        | 방송 일자 (일본) | 방송 일자 (대한민국/더빙판) |
| 1화  | 반지의 비밀                 | 2021년 4월 17일  | 2022년 3월 24일             |
| 2화  | 아멜리의 결단               | 2021년 4월 24일  | 2022년 3월 24일             |
| 3화  | 수줍음 많은 마족            | 2021년 5월 1일   | 2022년 3월 31일             |
| 4화  | 학생회장의 풍경             | 2021년 5월 8일   | 2022년 4월 7일              |
| 5화  | 친구들 초대                 | 2021년 5월 15일  | 2022년 4월 14일             |
| 6화  | 로열 원                     | 2021년 5월 22일  | 2022년 4월 21일             |
| 7화  | 바비루스의 교사들           | 2021년 5월 29일  | 2022년 4월 28일             |
| 8화  | 어릿광대의 기적             | 2021년 6월 5일   | 2022년 5월 5일              |
| 9화  | 마계의 공부                 | 2021년 6월 12일  | 2022년 5월 12일             |
| 10화 | 시치로의 수업               | 2021년 6월 19일  | 2022년 5월 19일             |
| 11화 | 종말 테스트                 | 2021년 6월 26일  | 2022년 5월 26일             |
| 11화 | 여자들의 대화               | 2021년 6월 26일  | 2022년 5월 26일             |
| 12화 | 카르에고 선생님의 가정 방문 | 2021년 7월 3일   | 2022년 6월 2일              |
| 13화 | 월터 파크                   | 2021년 7월 10일  | 2022년 6월 9일              |
| 14화 | 모두의 놀이 친구            | 2021년 7월 17일  | 2022년 6월 16일             |
| 15화 | 마수 습격                   | 2021년 7월 24일  | 2022년 6월 23일             |
| 16화 | 이 감정의 이름은!           | 2021년 7월 31일  | 2022년 6월 30일             |
| 17화 | 최강의 창                   | 2021년 8월 7일   | 2022년 7월 7일              |
| 18화 | 나의 욕망                   | 2021년 8월 14일  | 2022년 7월 14일             |
| 19화 | 클라라의 집                 | 2021년 8월 21일  | 2022년 7월 21일             |
| 20화 | 꿈같은 데이트               | 2021년 9월 4일   | 2022년 7월 28일             |
| 21화 | 마계를 지배하는 자          | 2021년 9월 11일  | 2022년 8월 4일              |

### 3기
| 회차 | 주제                   | 방송 일자 (일본) | 방송 일자 (대한민국/더빙판) |
| 1화  | 문제아반의 새학기      | 2022년 10월 8일  | 2023년 7월 18일             |
| 2화  | 바치코 스승님          | 2022년 10월 15일 | 2023년 7월 18일             |
| 3화  | 이루마의 본심          | 2022년 10월 22일 | 2023년 7월 25일             |
| 4화  | 수확제의 봉화          | 2022년 10월 29일 | 2023년 8월 1일              |
| 5화  | 교활한 마족            | 2022년 11월 5일  | 2023년 8월 8일              |
| 6화  | 미성의 순수함          | 2022년 11월 12일 | 2023년 8월 15일             |
| 7화  | 클라라의 장난감 상자   | 2022년 11월 19일 | 2023년 8월 22일             |
| 7화  | 비명이 가득한 밤       | 2022년 11월 19일 | 2023년 8월 22일             |
| 8화  | 동료 100명이 가능 할까 | 2022년 11월 26일 | 2023년 8월 29일             |
| 8화  | 자랑스러운 제자들      | 2022년 11월 26일 | 2023년 8월 29일             |
| 9화  | 진흙탕 형제의 도발     | 2022년 12월 3일  | 2023년 9월 5일              |
| 10화 | 내가 아는 이루마는     | 2022년 12월 10일 | 2023년 9월 12일             |
| 11화 | 마신 토토              | 2022년 12월 17일 | 2023년 9월 19일             |
| 12화 | 염원을 화살에          | 2022년 12월 24일 | 2023년 9월 26일             |
| 13화 | 나만의 마술            | 2023년 1월 7일   | 2023년 10월 3일             |
| 14화 | 리드의 고뇌            | 2023년 1월 14일  | 2023년 10월 10일            |
| 15화 | 궁술사의 진가          | 2023년 1월 21일  | 2023년 10월 17일            |
| 16화 | 수확제의 끝            | 2023년 1월 28일  | 2023년 10월 24일            |
| 17화 | 레전드 리프            | 2023년 2월 4일   | 2023년 10월 31일            |
| 18화 | 어서오렴               | 2023년 2월 11일  | 2023년 11월 7일             |
| 19화 | 교사들의 연회          | 2023년 2월 18일  | 2023년 11월 14일            |
| 20화 | 악우                   | 2023년 2월 25일  | 2023년 11월 21일            |
| 20화 | 진심을 담은 쿠킹 교실  | 2023년 2월 25일  | 2023년 11월 21일            |
| 21화 | 친구에게 하는 말       | 2023년 3월 4일   | 2023년 11월 28일            |